# Асы (река)
Асы (также Асса, каз. Аса) — река в Жамбылской области Казахстана. Считается левым притоком реки Талас, хотя устье теряется в песках западнее Таласа.
Река Асса относится к классу трансграничных рек Центральной Азии. Образуется слиянием рек Терис (Терс) и Куркиреусу (Кукуреусу) на границе Киргизии и Казахстана.
Асса протекает через озера Биликоль и Акколь. Длина реки составляет 253 км, площадь водосборного бассейна — 9210 км². Течение реки зарегулировано Терис-Ащыбулакским водохранилищем. Река впадает в пустынный водоприёмник (теряется в песках). На территории между реками Асса и Талас имеется водоток подземных вод.
Водные ресурсы в створе максимального стока в средневодный год составляют 12,5 м³/с. Запасы подземных вод в бассейне оцениваются в 930 500 м³/д. Среднегодовой расход воды (около аула Акколь) 4,45 м³/с.
Вода в реке Асса умеренно-загрязненная, сброс сточных вод в реку отсутствует.
Асса имеет около 30 притоков, в бассейне реки — 26 каналов и арыков. Питание снеговое, дождевое и за счёт подземных вод.

## Водный режим
Водному режиму реки Асса присущи черты, свойственные типам рек как ледниково-снегового, так и снегодождевого питания. В результате по Ассе проходят две волны половодья: весенняя — снеготаяние и выпадение жидких осадков с прохождением пика в среднем, в первую декаду апреля; летняя — период интенсивного таяния ледников и высокогорных снежников с пиком в июле. Весенний максимум обычно выше летнего.
За многолетний период наблюдений по реке Ассе у ж/д станции Маймак (1936—2018 г.г.) наибольший максимум равный — 135 м³/с отмечен 6 апреля 1959 г.. После ввода в 1963 г в эксплуатацию Терс-Ащибулакского водохранилища максимальные расходы воды по реке Ассе у ж/д станции Маймак определяются величиной максимального сброса через водосбросное сооружение на плотине, плюс значения весеннего стока на этот момент по реке Куркиреусу.
Максимальный проектный сбросной расход воды при прохождении паводка 0,5 % обеспеченности принят равным 586 м³/с. За 50-летний период наблюдений (с начала ввода в строй водохранилища) максимальный расход воды в створе поста Маймак составил 153 м³/с (апрель 1969 г.).
В период прохождения выдающихся половодий поток воды бывает сплошным — перекрывающим всё пойменное пространство.

## Фотографии

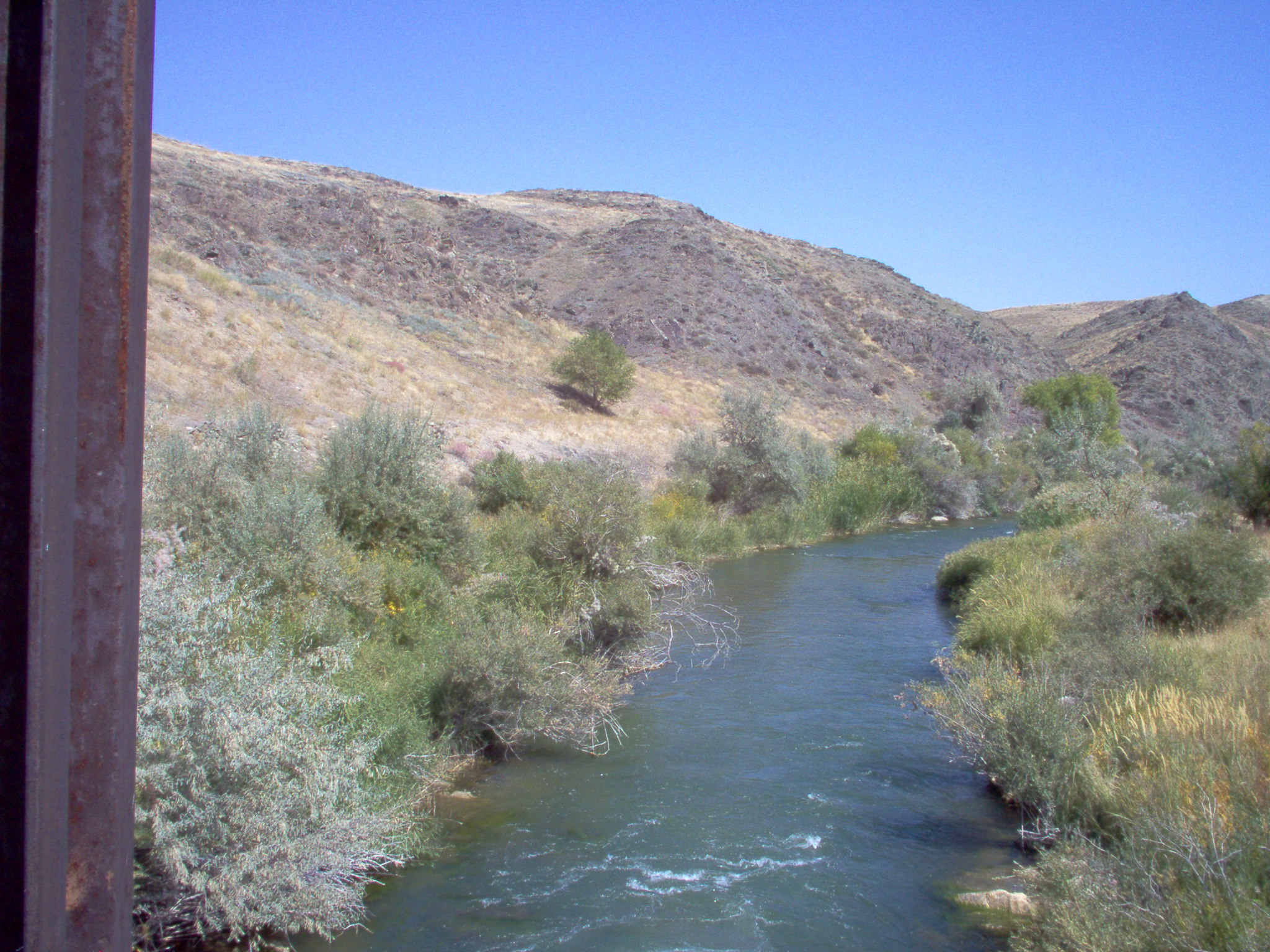
река Асы
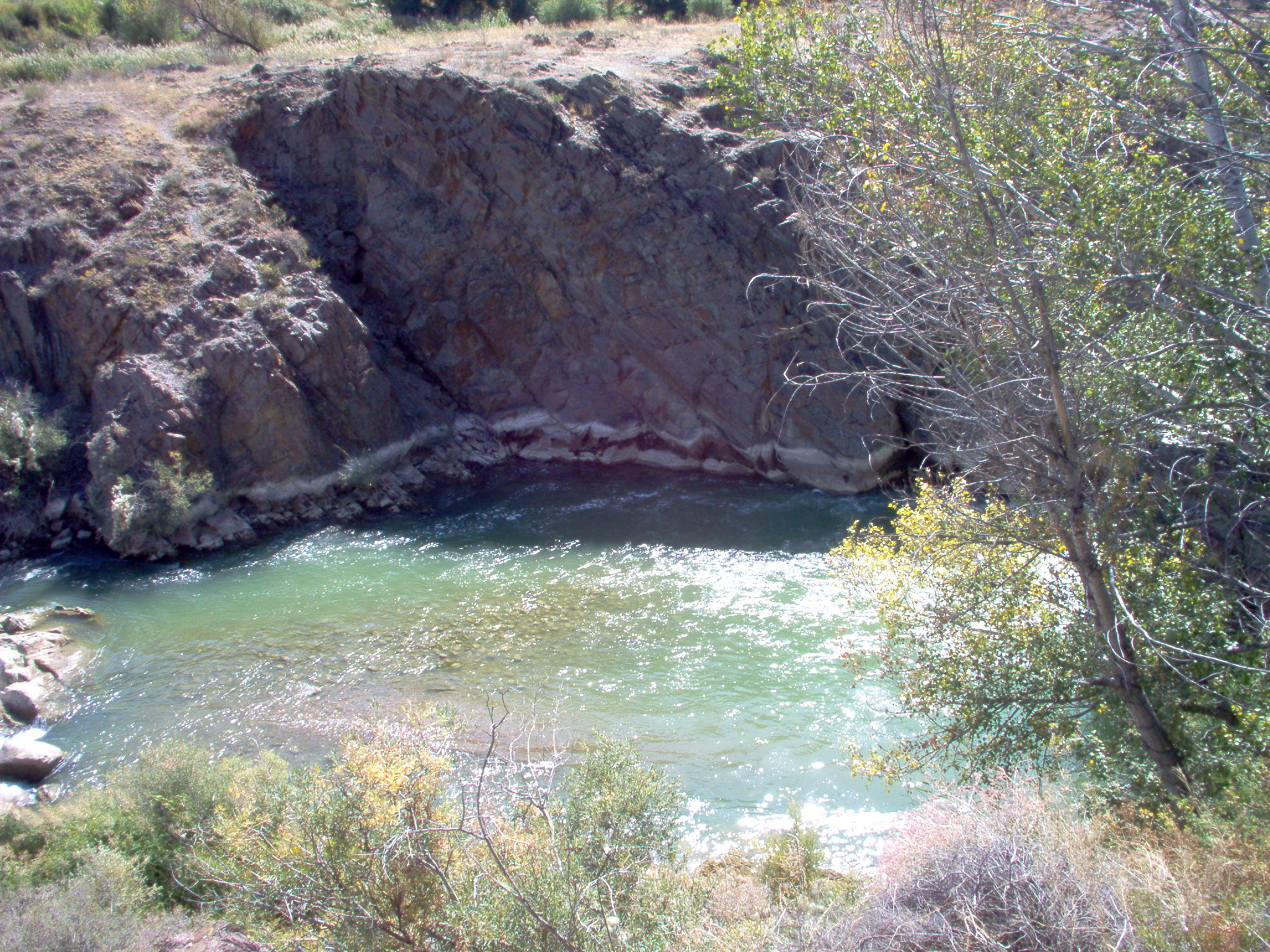
Река Асы в каменном русле
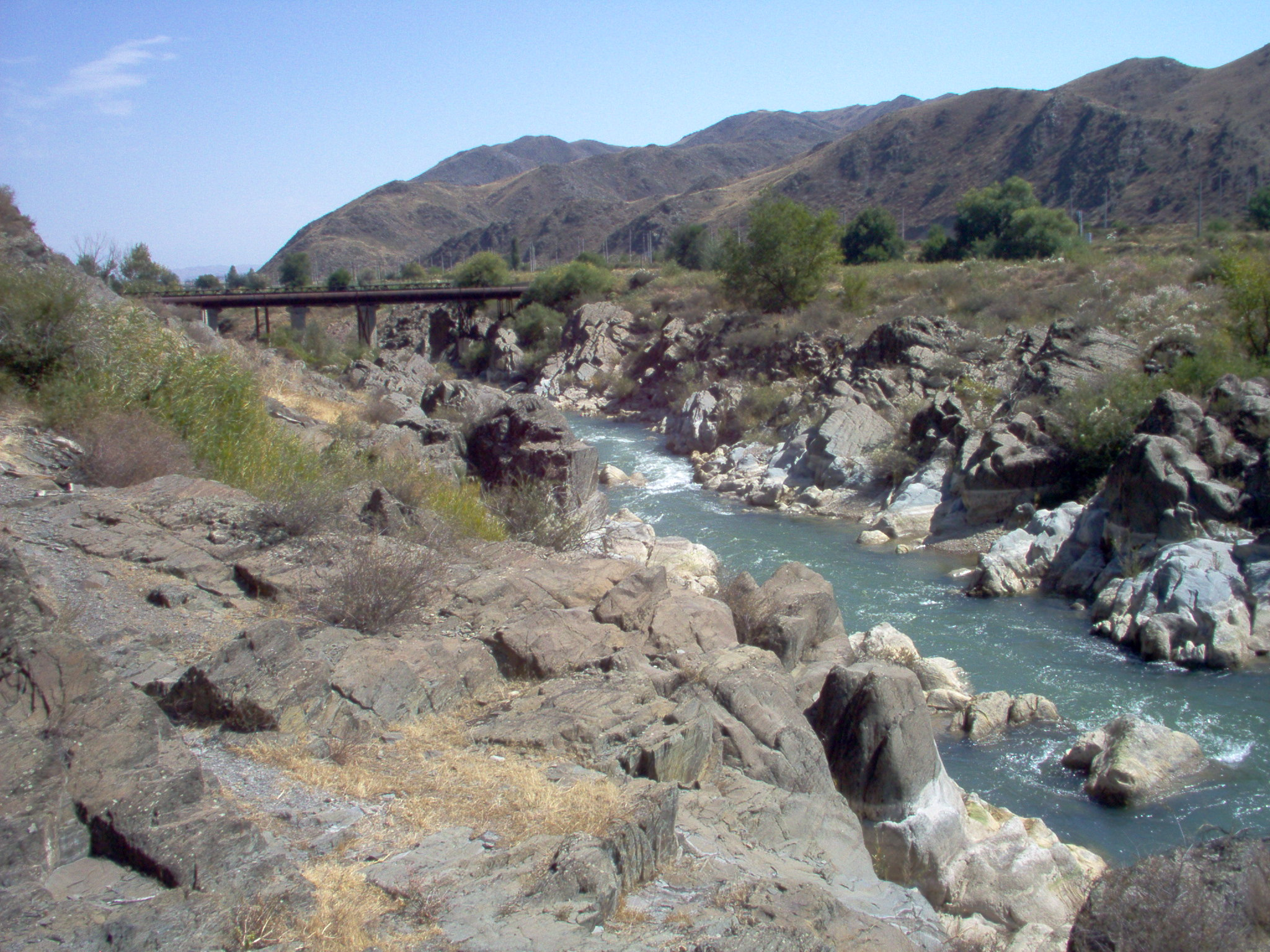
Река Асы на границе с Киргизией
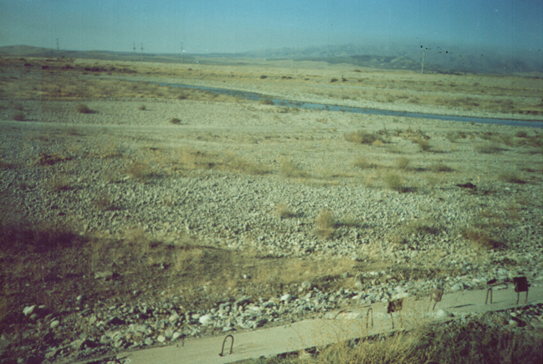
река Асы в нижнем течении
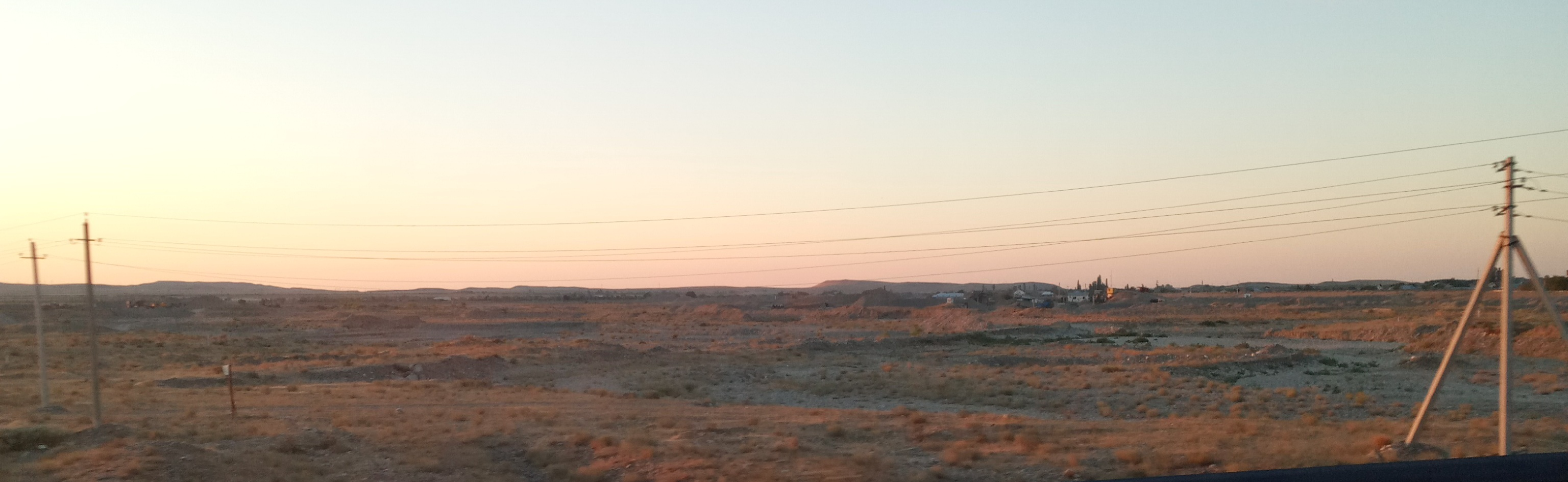
Пересохшая река Аса (с северной стороны)